# David Alfaro Siqueiros

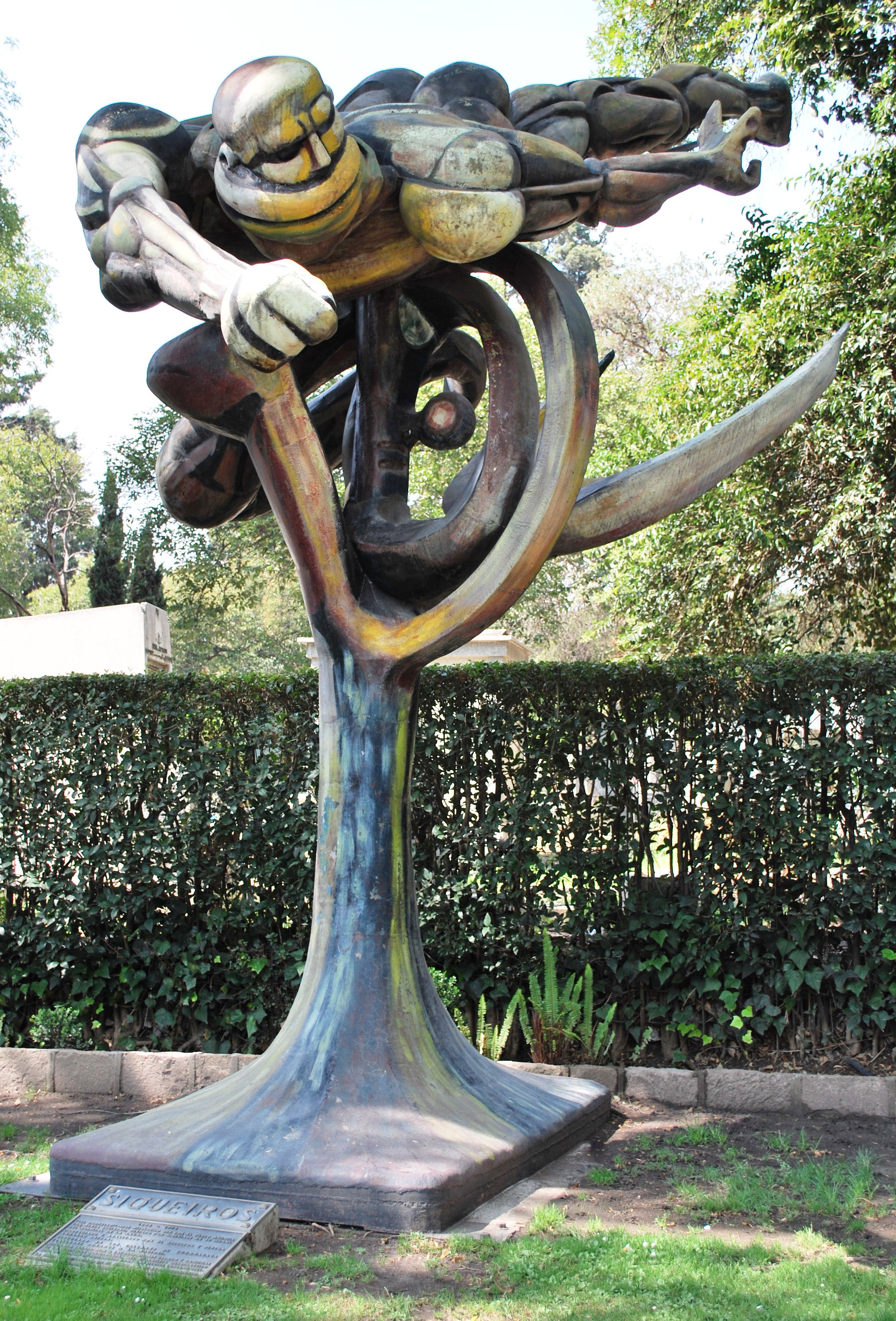
Grób Davida Alfaro Siqueirosa

David Alfaro Siqueiros, (ur. 29 grudnia 1896, Camargo, zm. 6 stycznia 1974, Cuernavaca) – meksykański malarz i grafik. Współtwórca i teoretyk narodowego programu sztuki meksykańskiej. Autor murali (monumentalne malowidła ścienne nawiązujące do indiańskiej sztuki ludowej) m.in. w Pałacu Kongresów w stolicy Meksyku, obrazów sztalugowych, drzeworytów, litografii.
Studiował w Międzynarodowej Szkole Leninowskiej w Moskwie. Był ochotnikiem Brygad Międzynarodowych w Hiszpanii. 23 maja 1940 podjął próbę zabicia Lwa Trockiego. Na czele dwudziestu ludzi w mundurach żołnierzy i policjantów przebił się przez straże willi Trockiego, ostrzelał budynek z broni maszynowej i obrzucił dynamitem, jednak zarówno Lew Trocki, jak i jego stała partnerka Natalia Siedowa wyszli z tego zamachu cało.